# Teaca
Teaca (en hongrois : Teke) est une commune du județ de Bistrița-Năsăud en Transylvanie (Roumanie).